# La Chute (New York)
Der La Chute (französisch für „Wasserfall“) oder Ticonderoga Creek bildet den 5,6 Kilometer langen Abfluss des Lake George zum Lake Champlain im Essex County des US-Bundesstaats New York. Dabei überwindet er eine Höhendifferenz von 68 Meter.
Der Fluss und sein Umland waren historisch von militär-strategischer Bedeutung, da er eine wichtige Portage zwischen dem britisch kontrollierten Tal des Hudson River und dem französisch kontrollierten Sankt-Lorenz-Strom-Gebiets darstellte. Das Fort Ticonderoga liegt nahe seiner Mündung in den Lake Champlain.
Die Siedlung Ticonderoga befindet sich an seinem Flusslauf. Dort findet sich auch der Wasserfall Carillon Falls.